# Cuckoo Tye
Cuckoo Tye is een gehucht in het bestuurlijke gebied Babergh, in het Engelse graafschap Suffolk. Het maakt deel van de civil parish Long Melford/Acton.